# John Martin's
John Martin & Co. Ltd, in de volksmond bekend als John Martin's of kortweg Johnnies, was een bedrijf gevestigd in Adelaide dat een populaire warenhuisketen in Zuid-Australië exploiteerde. Het bedrijf was meer dan 130 jaar actief, van 1866  tot aan de sluiting in 1998. Johnnies, dat het grootste deel van zijn bestaan in handen was van de vooraanstaande familie Hayward, groeide uit tot een icoon van Adelaide en was verantwoordelijk voor het beroemde Adelaide Christmas Pageant. Later werd het eigendom van David Jones.

## Geschiedenis

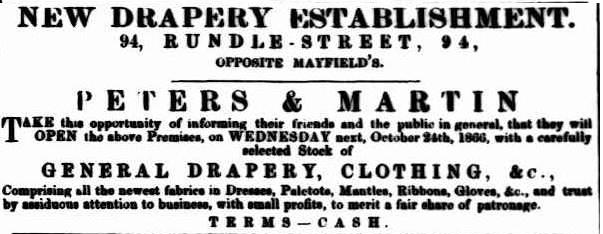
Eerste advertentie van Peters & Martin in The South Australian Advertiser, 24 oktober 1866

John Martin's vindt zijn oorsprong in de stoffenwinkel, "Peters and Martin", die op 24 oktober 1866 door Otto Peters en John Martin werd opgericht aan Rundle Street. Peters trok zich na een paar jaar terug uit het partnerschap en opende zijn eigen winkel in Palmerston (nu Darwin, Northern Territory). Hij stierf later bij de schipbreuk van de Gothenburg. De partners hadden twee aangrenzende winkels aan de oostkant overgenomen, en in 1875 nam Martin er nog twee over. In 1880 kwamen er nog eens twee bij, waardoor de winkel een frontbreedte van 37 meter kreeg. De directeuren van het bedrijf waren destijds John Martin, E.W. Hayward en Richard Martin. Het bedrijf telde 500 medewerkers. Op 22 augustus 1889 werd de onderneming omgevormd tot een vennootschap met beperkte aansprakelijkheid. Op 25 november 1889 stierf John Martin in zijn woning als gevolg van een overdaad en losbandigheid, aldus de Kalgoorlie Sun.
In 1898 werd begonnen met de herbouw, waarbij het hoekblok op Charles Street werd vervangen door een modern gebouw met twee verdiepingen en een kelder. Vervolgens werd het centrale blok herbouwd, maar dit brandde op paaszaterdag 1901 af. Het King of Hanover Hotel aan de westkant werd in 1902 gekocht, waardoor de winkel een front van 55 meter kreeg. In 1934 werd het centrale gedeelte herbouwd tot een zeven verdiepingen hoog gedeelte, met een kelder voor de regelapparatuur, boilers, noodgeneratoren etc., speciaal ontworpen om de Magic Cave niet te verstoren.
John Martin's was een gerespecteerde retailer in het middensegment, met een reputatie voor kwaliteit, assortiment en waarde. Jarenlang beweerden ze dat zij de 'Big Store' waren in Rundle Street, het belangrijkste winkelgebied van Adelaide. Ze hadden zakelijke banden met andere grote regionale warenhuizen (Grace Bros. in Sydney en FitzGerald's in Tasmanië) en waren gezamenlijk eigenaar van de Intercontinental Buying Group. Dit was in een tijdperk waarin de detailhandel in Australische warenhuizen grotendeels door de staat werd gerund. Daarnaast had John Martin aanzienlijke aandelenbelangen in andere vooraanstaande bedrijven in Zuid-Australië.
Toen The Beatles in 1964 Australië bezochten, sponsorde John Martin hun bezoek om op te treden in Adelaide (dat oorspronkelijk niet op de tourroute stond).
In de jaren 1970 ontwikkelde John Martin's een nationale discountwinkelketen – Venture. Uiteindelijk werd deze keten verkocht en bleef deze tot 1994 een aparte entiteit. Toen werd deze keten gesloten vanwege financiële problemen. 

### Neergang, overname en sluiting
In de jaren tachtig werd de detailhandel in warenhuizen steeds competitiever en stonden regionale ketens onder druk om te consolideren – om de omzet te verhogen en de kosten te verlagen (door vaste overheadkosten te spreiden over een breder winkelnetwerk). De concurrenten van het warenhuis John Martin breidden zich landelijk uit – zo nam Myer de winkels van Lindsay's (de basis voor de Target-keten), Boans en Grace Bros over. Vervolgens nam de levensmiddelen- en discountketen Coles Myer in 1985 over. Ook het fenomeen discountwinkels won aan populariteit, met Kmart en Target die zich snel uitbreidden en de oprichting van Big W.
Een andere druk was de toegenomen beschikbaarheid van bankcreditcards. Vóór 1974, toen Australische banken Bankcard introduceerden, werd het merendeel van de kredietaankopen door warenhuizen aangeboden via 'huiscreditcards'. John Martin's was een grote uitgever van creditcards. Met hun kenmerkende oranje creditcard konden klanten in hun winkels betalen. De ruime beschikbaarheid van krediet dat niet aan een specifieke winkel gebonden was, gaf klanten meer vrijheid om in een breder scala aan winkels te winkelen.
Tegen deze achtergrond opereerde John Martin's in een aanzienlijk uitdagender bedrijfsklimaat. Begin jaren 1980 vonden er overnameactiviteiten plaats bij het beursgenoteerde bedrijf. In die tijd was de grote retailer Solomon Lew op een gegeven moment de grootste aandeelhouder. Uiteindelijk werd het bedrijf in 1985 eigendom van David Jones, dat onder controle stond van de Adelaide Steamship Company, en John Martin's overnam.
David Jones bleef de John Martin's-winkels nog enige tijd exploiteren als een aparte winkelketen, meer in het segment van de David Jones-winkels. Halverwege de jaren 1990 kreeg John Martin's te maken met agressievere concurrentie, waaronder de aanhoudende opkomst van discountwarenhuizen en de uitbreiding van lokale concurrent Harris Scarfe (die zijn winkel vanuit Rundle Mall uitbreidde naar locaties in de buitenwijken van Adelaide). De detailhandel in die tijd werd gekenmerkt door frequente kortingsacties. John Martin's probeerde zich te herpakken en een tegenaanval te starten, met een nieuw logo begin 1994 en reclame te maken over zijn prijsaanpassingsbeleid. Deze maatregelen hebben echter niet geleid tot een verbetering van de omzet en de winst,
De winkels in het Elizabeth Shopping Centre in Elizabeth en Westfield Arndale werden verkocht aan Harris Scarfe. In juni 1997 werd de winkel in Elizabeth omgedoopt tot Harris Scarfe en in november 1997 de winkel in Arndale. De winkel in Elizabeth werd in 2007 verkocht aan Myer, maar werd in mei 2015 opnieuw Harris Scarfe genoemd, nadat Myer het huurcontract niet verlengde. De winkels in Westfield Marion en de West Lakes Mall kregen eind oktober 1996 de naam David Jones. De tuinmeubelwinkel van John Martin in Keswick werd gesloten (deze winkel was een voormalige Clark Rubber-winkel die door een ander bedrijf binnen de Adelaide Steamship Company werd gerund).
De laatste winkel van John Martin die sloot, was de vlaggenschipwinkel in de Rundle Mall in het stadscentrum van Adelaide. Ondanks hevige publieke tegenstand werd de winkel op 15 maart 1998 gesloten. Kort daarna werd het Art Deco-gebouw gesloopt om plaats te maken voor het Adelaide Central Plaza-complex, dat onderdak zou bieden aan een nieuwe, kleinere David Jones-winkel en andere retailers. In augustus 2000 werden de deuren geopend. Het vorige David Jones-gebouw werd verkocht en verbouwd tot het Rundle Mall Plaza-complex dat in 2002 werd geopend. Op het dak van de John Martin's-parkeergarage zijn appartementen gebouwd en John Martin's Plaza bestaat nog steeds, maar heet nu Charles Street Plaza. Er zijn verschillende pogingen gedaan om het gebouw van John Martin op de monumentenlijst te krijgen, maar deze zijn allemaal mislukt.

## Locaties
John Martin's werd voor het eerst geopend in 1886 en behield een iconische lokale aanwezigheid met zijn belangrijkste winkel met zes verdiepingen in Rundle Street in Adelaide (later Rundle Mall). Tegelijkertijd breidde de winkel uit naar de winkelcentra in de buitenwijken van Adelaide, waaronder Arndale (geopend in 1963), Elizabeth (geopend in 1964), Marion (geopend in 1968) en West Lakes (geopend in 1975), plus een Bulk Store-magazijn in Lockleys en een winkel voor tuinmeubelen in Keswick. In totaal waren er 5 winkels: de hoofdwinkel in de stad en 4 winkels in de voorsteden.
Het bekende netwerk van warenhuizen in Adelaide werd aangevuld met een netwerk van onafhankelijke plattelandswinkels die als agent opereerden in regionale steden in heel Zuid-Australië.

## Nalatenschap
Sinds de sluiting van de winkels heeft David Jones de naam John Martin teruggegeven aan de familie Hayward.
Tijdens zijn bestaan leverde John Martin's een belangrijke bijdrage aan de samenleving van Zuid-Australië. Dit omvatte de sponsoring van grote evenementen zoals het Adelaide Christmas Pageant en het Adelaide Festival of Arts.
De kersttraditie van de Magic Cave in de winkel van John Martin in Rundle Street (nu Rundle Mall) dateert mogelijk uit 1896. In 1933 organiseerde Edward Hayward de eerste John Martin's Christmas Pageant, die sinds 1934 werd afgesloten met de aankomst van de Kerstman bij de winkel en het betreden van de Magic Cave.
De Magic Cave-traditie, inclusief de connectie met het spektakel, wordt voortgezet door David Jones. David Jones zet de traditie echter niet voort op dezelfde manier als John Martin dat eerder deed. John Martin's had elk jaar een speciaal gedeelte gereserveerd voor de Magic Cave. Deze bevond zich naast de speelgoedafdeling en was omringd door kerstversiering en versieringen. Er werd een speciale Santa Express Lift gebruikt om kinderen rechtstreeks naar de Magische Grot te vervoeren. In David Jones is de Magic Cave veel kleiner en bevindt zich vlak bij de meubelafdeling. Het evenement zelf is nu eigendom van de deelstaatregering, waarbij de naamrechten zijn overgedragen aan de vijf grootste kredietunies. Hierna stond het feest 20 jaar lang bekend als de Credit Union Christmas Pageant. Begin 2019 maakte People's Choice Credit Union bekend dat zij hun sponsoring van de verkiezing zouden beëindigen. National Pharmacies zou dan de sponsoring van de verkiezing overnemen. Het spektakel heet nu National Pharmacies Christmas Pageant.
De eerste publicatie over de geschiedenis van John Martin's werd in september 2024 uitgebracht door Paul Flavel.